# Février 1837

## Événements
- 1er février - 15 février, France : épidémie de grippe ; cent cinquante-huit décès le 12, au paroxysme de l'épidémie.

- 6 février 1837 : Honoré de Balzac se rend à Milan où il devient l'amant de Clara Maffei.

- 12 février : le général Damrémont est nommé Gouverneur général en Algérie. Il a pour instructions (Molé) de se limiter à l’occupation restreinte.

- 17 février : Victor Hugo promet à Juliette Drouet d'écrire chaque année un texte d'amour dans un cahier titré : Livre de l'Anniversaire.

- 19 février (Japon) : Ôshio Heihachirô, fonctionnaire urbain révolté par la misère, organise un complot à Osaka contre les fonctionnaires corrompus. C’est la première mise en cause frontale du régime. La ville est incendiée et les rebelles se lancent à l’assaut du château d’Osaka. Après de furieux combats, Ôshio est contraint de quitter la ville et se suicide avec ses partisans.

- 20 février, France : le malheureux Eugène Hugo meurt à Charenton. Le titre de vicomte échoit désormais à Victor Hugo

- 24 février : Auguste Vacquerie adresse à Victor Hugo des vers sur la mort de son oncle Eugène.

- 27 février : le poème Dieu est toujours là de Hugo, qui appartient à la section 5 des Voix intérieures, et qui s'intitule pour lors La Charité, est édité en plaquette et mis en vente au bénéfice des pauvres du 10e arrondissement de Paris.

- 28 février (Royaume-Uni) : les membres de la London Working Men’s Association (chartistes) se dotent d’un programme de réforme électorale (People’s Charter), qui prévoit le suffrage universel masculin, le vote à scrutin secret, la suppression de l’obligation d’être propriétaire pour être éligible, l’indemnité parlementaire et l’égalité proportionnelle des circonscriptions.

## Naissances
- 6 février : Paul Joseph Corta, peintre français († 12 avril 1900).
- 9 février : José Burgos, missionnaire espagnol aux Philippines († 17 février 1872).
- 14 février : Eugène Bellangé, peintre français († 4 mai 1895).
- 20 février : Éleuthère Mascart (mort en 1908), physicien français, spécialiste mondial en météorologie.
- 25 février : Roberto Duarte Silva (mort en 1889), chimiste français.
- 26 février : Charles Woeste, homme politique et avocat belge († 5 avril 1922).

## Décès
- 2 février : Georg Ludwig Hartig (né en 1764), agronome allemand.
- 3 février : René-Nicolas Dufriche Desgenettes (né en 1762), médecin militaire français.
- 4 février : John Latham (né en 1740), naturaliste et écrivain britannique.
- 13 février : Suicide de l’auteur dramatique romantique espagnol Mariano José de Larra (° 1809).
- 16 février : Gottfried Reinhold Treviranus (né en 1776), naturaliste allemand.
- 19 février : Georg Büchner, écrivain et dramaturge allemand (° 17 octobre 1813).
- 21 février : Boniface de Castellane, personnalité politique et militaire française (° 1758).